# Circuito urbano de Nova Jersey
O Circuito Urbano de Nova Jersey ou de Nova Jérsei (português brasileiro) ou de Nova Jérsia (português europeu), também conhecido como Circuito Urbano de Port Imperial (nome original: Port Imperial Street Circuit) é um circuito que viria a ser construído, localizado entre as cidades de Weehawken e West New York, no estado de Nova Jersey, perto da ribeira do rio Hudson, para sediar um Grande Prémio de Fórmula 1 em 2013, mas após ser adiado várias vezes, a sua construção acabou por não avançar. Abrigaria o Grande Prémio da América.

## História

O circuito localiza-se nas ruas de Weehawken e de Nova Iorque

Após 5 anos do último Grande Prémio dos EUA, em Indianapolis, os Estados Unidos regressaram ao calendário da Fórmula 1 em 2012, no circuito de Austin.
Por volta de outubro de 2011, depois de muita discussão relativamente à calendarização de uma época que inicialmente teria 21 grandes prémios, na qual a data da realização do GP em 2012 foi alterada e posta em causa várias vezes até se chegar a um consenso num calendário com 20 corridas, surgiu a novidade de um segundo Grande Prémio, previsto para 2013, desta vez num circuito urbano, em Nova Jersey.
“Estou satisfeito em dizer que Nova Jersey será palco da Fórmula 1 no começo de 2013, trazendo um dos desportos mais populares do mundo para o nosso quintal”, afirmou o governador Chris Christie quando o GP foi anunciado.
Mais tarde, a 18 de junho de 2012, num evento organizado pela Infiniti, Sebastian Vettel andou pelas ruas que viriam a integrar o traçado do circuito, tendo tecido elogios à pista.
Entretanto, já em 2012, mesmo após a prova estar inscrita no calendário da temporada de 2013, o Grande Prémio acabou por ser adiado para 2014 devido a atrasos na preparação das ruas para a prova, e desde então a realização do GP tem sido adiada sucessivamente. Chegou a ser uma possibilidade para 2016, mas não foi anunciado quando o calendário para a mesma temporada foi lançado, não havendo, de momento, qualquer previsão de quando o GP virá a ser realizado, sendo até provável que já não se venha a concretizar.

## A pista
Este circuito foi planeado pelo arquiteto Hermann Tilke, também responsável pelo desenho do circuito de Austin. Foi planeado com uma extensão de 5,14 Km e seria corrido no sentido horário.
Crê-se que seria um circuito desafiante para os pilotos, pois haveria zonas com poucas escapatórias e mudanças de elevação significativas. O seu enquadramento seria muito particular, uma vez que se esperaria que reunisse as características tradicionais de um circuito citadino com uma arquitetura moderna típica de Tilke, enquandrado pelo rio Hudson e com Nova Iorque como fundo.
Segundo os organizadores, todo o circuito percorreria estradas já existentes, o que faria com que o pit lane fosse uma das poucas estruturas a ser construída. Embora o circuito viesse a passar por zonas residenciais, planeava-se uma alternativa para que os moradores das 7 residências afetadas pudessem ficar em casa durante o grande prémio.